# Grupo Zeta
Grupo Zeta est un groupe de communication espagnol, actif entre 1976 et 2019, dont les sièges se trouvaient à Barcelone et à Madrid, avec des succursales situées à Saragosse, Cordoue, Castellón et Cáceres. Il est fondé en 1976 par Antonio Asensio Pizarro, qui l'a dirigé jusqu'à sa mort en 2001. Au cours de cette période, le groupe connait une période d'expansion de ses activités, qui se traduit par l'acquisition ou la création de nombreux périodiques.
El Periódico de Catalunya, publié à Barcelone, est le principal journal du groupe. Son fils Antonio Asensio Mosbah a présidé l'entreprise jusqu'à son rachat en avril 2019 par le groupe d'édition Prensa Ibérica présidé par Javier Moll.

## Histoire

### Débuts et apogée
En 1976, Antonio Asensio Pizarro fonde Ediciones Zeta avec un capital de 500 000 pesetas, avec lequel il lance l'hebdomadaire Interviú, qui devient rapidement l'une des références du nouveau journalisme politique issu des nouveaux airs de liberté de la transition espagnole. En octobre 1977, il acquiert le magazine satirique El Jueves, dont il produit le premier numéro avec une couverture en couleur. Un peu plus tard, le 26 octobre 1978, le succès de ces magazines a conduit au lancement de El Periódico de Catalunya,. Une édition pour la capitale espagnole, El Periódico de Madrid, est également publiée, mais c'est un échec, et elle disparait peu après Un autre hebdomadaire satirique suit : Sal y Pimienta. En 1982, deux nouvelles publications sont lancées : l'hebdomadaire politique Tiempo de Hoy, qui devient en quelques années le magazine le plus vendu dans son domaine, et le magazine spécialisé Viajar.
Dans les années 1980, la holding commence à acquérir des entreprises de services liés à la communication : distributeurs, imprimeries, etc. En 1990, elle se porte candidate aux premières licences de télévision privée accordées en Espagne, par l'intermédiaire de News Corporation, propriété du magnat des médias d'origine australienne et américaine Rupert Murdoch, par l'intermédiaire de la société Univisión-Canal 1. Elle ne réussit pas, mais elle acquiert en 1992 une participation importante dans Antena 3 qui lui permet de contrôler la chaîne jusqu'en 1997, date à laquelle elle doit se défaire de son capital en faveur de Telefónica.
En 1986, la société entame une série d'acquisitions de journaux régionaux et provinciaux en achetant La Voz de Asturias et El Periódico de Aragón, ainsi que Editorial Bruguera, désormais Ediciones B. En 1990, il avait déjà acquis un certain nombre de journaux locaux, tels que Extremadura, Córdoba  ou le Mediterráneo.

### Déclin et rachat
En janvier 2018, l'arrêt des magazines Interviú et Tiempo de hoy est annoncée, en raison des « pertes importantes générées par les deux publications au cours des dernières années en raison de la baisse vertigineuse de la diffusion et des recettes publicitaires. » Toujours au cours du même mois de janvier 2018, un plan de licenciement est annoncé pour le personnel d'El Periódico.
En 2019, des progrès sont signalés dans les négociations avec les créanciers du Grupo Zeta, axées sur la restructuration de la dette et l'amélioration de l'efficacité financière et du travail. Dans le cadre des mesures d'économie, il est signalé en 2019 que l'imprimerie de Parets devait être fermée. En mai 2019, le rachat du Grupo Zeta par Prensa Ibérica est confirmé,.
En avril 2020, plusieurs entreprises du groupe Prensa Ibérica-Zeta procèdent à des Expedientes de Regulación Temporal de Empleo (ERTE) (français : Avis de réglementation temporelle de l'emploi), ce qui est suivi de critiques de la part des représentants des travailleurs.